# Saint-Maixant (Creuse)
Saint-Maixant is een gemeente in het Franse departement Creuse (regio Nouvelle-Aquitaine) en telt 260 inwoners (1999). De plaats maakt deel uit van het arrondissement Aubusson.

## Geografie
De oppervlakte van Saint-Maixant bedraagt 14,2 km², de bevolkingsdichtheid is 18,3 inwoners per km².

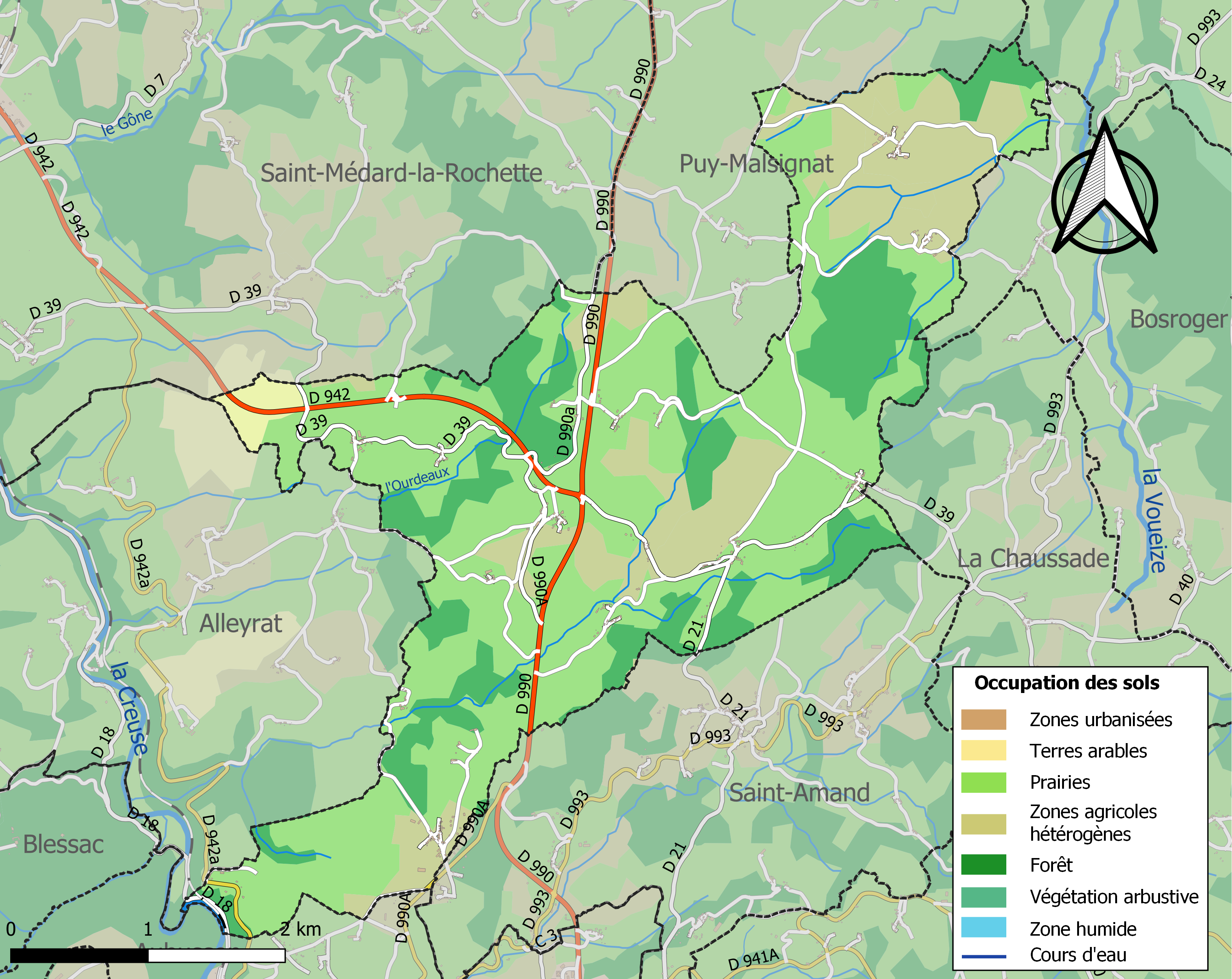
Kaart van de gemeente met de belangrijkste infrastructuur, bodemgebruik en omliggende gemeenten

## Demografie
Onderstaande figuur toont het verloop van het inwonertal (bron: INSEE-tellingen).